# Idioma kushan
El idioma kushán es una extinta lengua irania oriental que fue hablada en Asia Central, originariamente en el Gansú occidental y, a partir de circa 170 AEC y hasta el siglo IV EC, en Bactriana.  La lengua más próxima fue el idioma bactriano. 
Tras décadas de suposiciones sobre su posible filiación, comenzó a ser descifrada en 2023.
Fue hablado por el pueblo iranio kushán/yuezhi.

## Clasificación
Lingüísticamente, se clasifica como perteneciente al periodo medio de las lenguas iranias nororientales. Parece ser un intermedio entre el sacá jotanés (escita oriental, indoescita) y el bactriano.

## Nombre del idioma
Los nombres que se le puede asignar a su idioma son los siguientes:
- kushán o kushano. Es el autónimo que los kushán aplicaban a su idioma cuando escribían en idioma bactriano. Además, también parece ser el autónimo en el propio idioma kushán (según la interpretación de la inscripción de Dašt-i Nāwur III que realizó el grupo de investigación de Bonmann et al. (2023).

- idioma yuezhi. Yuezhi es el nombre que daban los chinos a los kushán.

- eteo-tocaria. Es el nombre propuesto en 2023  por el equipo que descifró el idioma.

- tocario. Tocarios es el nombre que los griegos (y en sánscrito) daban a los kushán. No obstante, plantea confusión con los tocarios del Tarim, por lo que conviene una alternativa.

## Lugares con inscripciones en escritura kushán

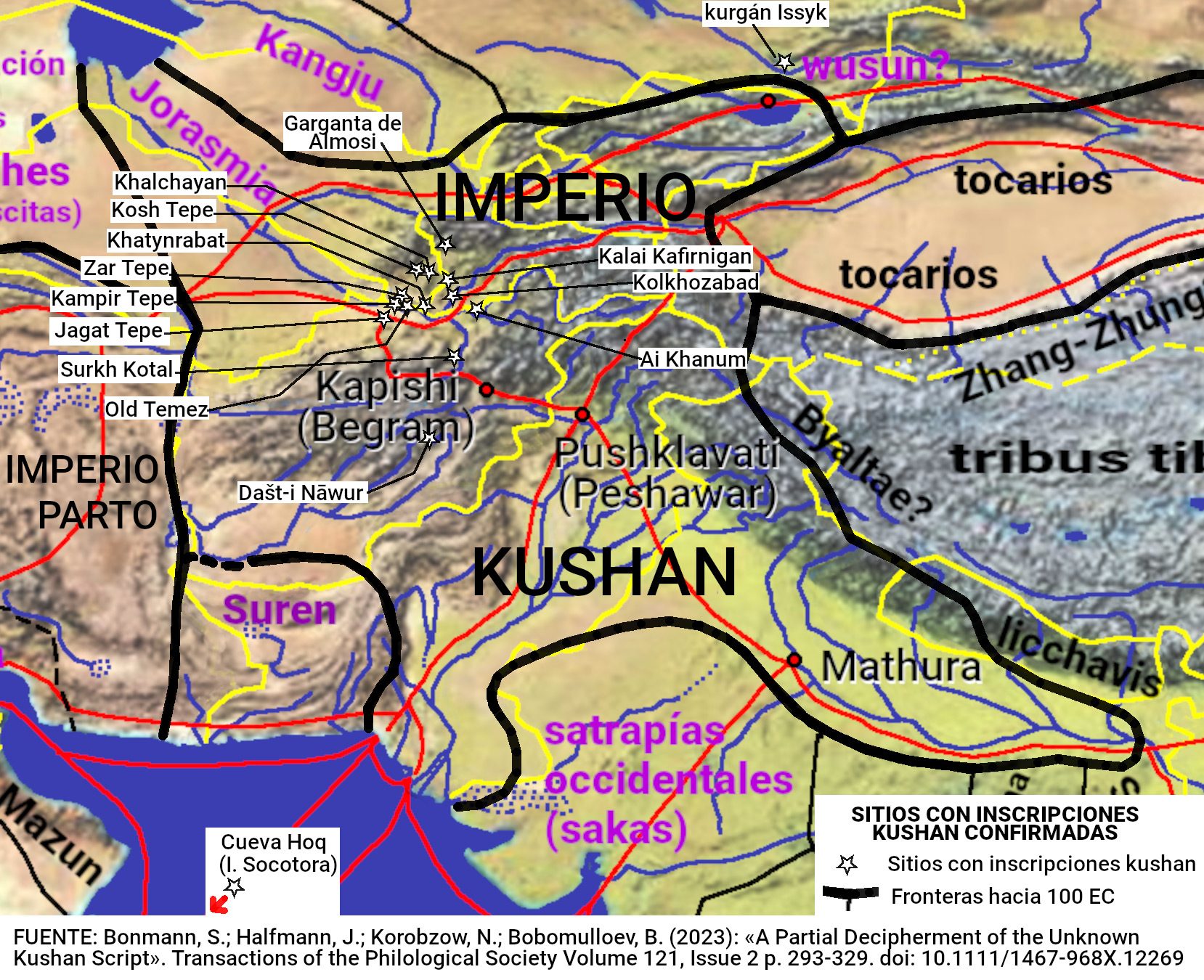
Lugares con inscripciones en idioma kushan

En los siguientes lugares se han encontrado inscripciones en escritura desconocida más extensas e importantes:
- Kurgán de Issyk   (valle del río Ilí, Kazajistán). En 1978 se encontró un cuenco  en el ajuar funerario con dos líneas escritas[1]. Tradicionalmente fechadas entre los siglos VI-II AEC, pero que más recientemente[2] se ha fechado en el siglo II AEC, lo que es compatible con el momento de la migración de los kushán desde el Gansú occidental.

- Ai Janum (persa Āy Ḫānum; francés Aï Khanoum). Es un asentamiento helenístico situado en la antigua Bactriana (hoy en Afganistán), en cuyo palacio se encontró en 1978 un lingote de plata con una inscripción de una línea datado poco después del saqueo (145 AEC) del palacio y del tesoro[3][4].

- Khatynrabat (en Bactriana, actualmente en Uzbekistán). Es un asentamiento rural excavado[5] en 1968, fechado entre ~el siglo II-I AEC y siglo II EC, en el que se ha encontrado una taza escrita en el exterior en kharoṣṭhī[6] y en el interior en escritura desconocida.

- Kara Tepe [5][7][8] (en Bactriana, actualmente junto a Termez, en Uzbekistán). Fue un monasterio budista fechado en ~50–650 EC. Se han encontrado varias vasijas con caracteres en escritura desconocida.

- Fayaz Tepe [9][5][8] (en Bactriana, actualmente junto a Termez, en Uzbekistán). Monasterio budista fechado en ~70-250 EC. Se han encontrado algunos caracteres en escritura desconocida pintados sobre cerámicas.

- Surj Kotal [10][11] (persa Surḫ Kōtal, inlés Surkh Kotal). Templo kushán situado al sur de la Bactriana en las estribaciones del Hindu Kush, (actualmente en Afganistán), fundado por Kanishka (siglo II EC), que contiene una inscripción en escritura desconocida.

- Cueva de Hoq [12] (isla de Socotra, Yemen). Hay muchas inscripciones de comerciantes y marinos de los siglos V-II AEC, en varios idiomas. Hay una inscripción triple en idioma bactriano en alfabeto griego, escritura desconocida y en brāhmī.

- Dašt-i Nāwur[11][13], descubierta en 1974 en el Hindú Kush de Afganistán, es una inscripción trilingüe en piedra del emperador kushán Vema Takhtu, que contiene la fecha «15 de Gorpiaios, 279» (era griega 279 = era Azes 151 = 105 AEC). Contiene textos en idioma bactriano en alfabeto griego, varias líneas en el lenguaje desconocido en la escritura desconocida y otras líneas en idioma gāndhārī en escritura kharoṣṭhī.

- Garganta de Almosi. En Bactriana, actualmente Tayikistán. A principios de 2020's se encontraron tres inscripciones en roca del emperador kushán Vema Takhtu (siglos I-II EC), dos en lengua desconocida en escritura desconocida y  otra en idioma bactriano en alfabeto griego.

## La historia de su desciframiento
Desde finales de la década de 1950's han venido apareciendo varias decenas de inscripciones en un sistema llamado escritura desconocida en español, écriture inconnue en francés, неизвестное письмо (néizvistnae písma) en ruso y unknown script en inglés. La mayoría de las inscripciones se localizan en la región de Bactriana, pero hay algunas fuera de ella, como la del kurgán de Issyk (en el valle del río Ilí, probablemente un resto de su paso por esta región hacia el 160 AEC) y en la cueva de Hoq (Isla de Socotora, como consecuencia de las rutas comerciales).
La inscripción más larga, Dašt-i Nāwur III (principios del siglo II EC), es una inscripción trilingüe que menciona al emperador kushan Vima Taktu en su parte bactriana. A pesar de los intentos de descifrarla, la escritura desconocida se consideraba indescifrada hasta 2019.
Hacia 2020, un equipo de investigadores alemanes y tayikos decidieron volver a intentar descrifrarlas siguiendo la rigurosa metodología de Michael Ventris. Las inscripciones que utilizaron en primer lugar fueron la trilingüe bactriano/escritura desconocida/gāndhārī de Dašt-i Nāwu y la bilingüe bactriano/escritura desconocida de la garganta de Almosi; en ambas, el bactriano podría proporcionar las pistas para descifrar la escritura desconocida. Tras ordenar los símbolos, determinaron que su número era de orden de 25, lo que no encajaba en un sistema logosilábico (como las escrituras cuneiforma acadia o la maya). Además la presencia de marcas diacríticas daba a entender que se podía tratar de un sistema abúgida como el índico.
En la parte bactriana de la inscripción de la garganta de Almosi identificaron el texto «EIΔIΗΛO // ϷAONANO ϷAE OOΗ // MO TA K // T OE» («Esto es el del rey de reyes, Vema Takhtu»), al igual que en la inscripción de Dašt-i Nāwu. Los investigadores realizaron un análisis distribucional de los caracteres en bactriano y en escritura desconocida, bajo el supuesto de que ésta debía ser una lengua indoeuropea, probablemente relacionada con tocario o con las lenguas iranias. Descartaron el tocario al ser incompatible con las secuencias de caracteres encontradas en la parte de escritura desconocida para el texto «rey de reyes» («ϸαονανο ϸαο» šaonano šao en bactriano, ṣṣau en saca jotanés, šāhān šāh en persa medio, de la raíz protoirania «*xšāu̯an-»), pero encontraron en la parte de escritura desconocida la secuencia /šāwunān(a) šāwu/ (casi idéntico al bactriano /šaonano šao/), claramente «rey de reyes» en un nuevo lenguaje iranio.
El otro texto a localizar es el nombre del emperador, «Vema Takhtu», de etimología desconocida. Apoyéndose en interpretaciones previas, los investigadores detectaron el nombre del emperador y asignaron valores vocálicos a los diacríticos. Gracias a ello encontraron el nombre /Whem(a) Takthu/, es decir, el emperador que estaban buscando. Además, descubrieron que usaban una línea vertical como separador de palabras.
A partir de aquí, el equipo investigador fueron encontrando otras coincidencias para completar las equivalencias fonéticas de la escritura kushán. Además, descubrieron que no coincidía exactamente con los idiomas conocidos (bactriano, sacá jotanés y sogdiano).

## Escritura kushán

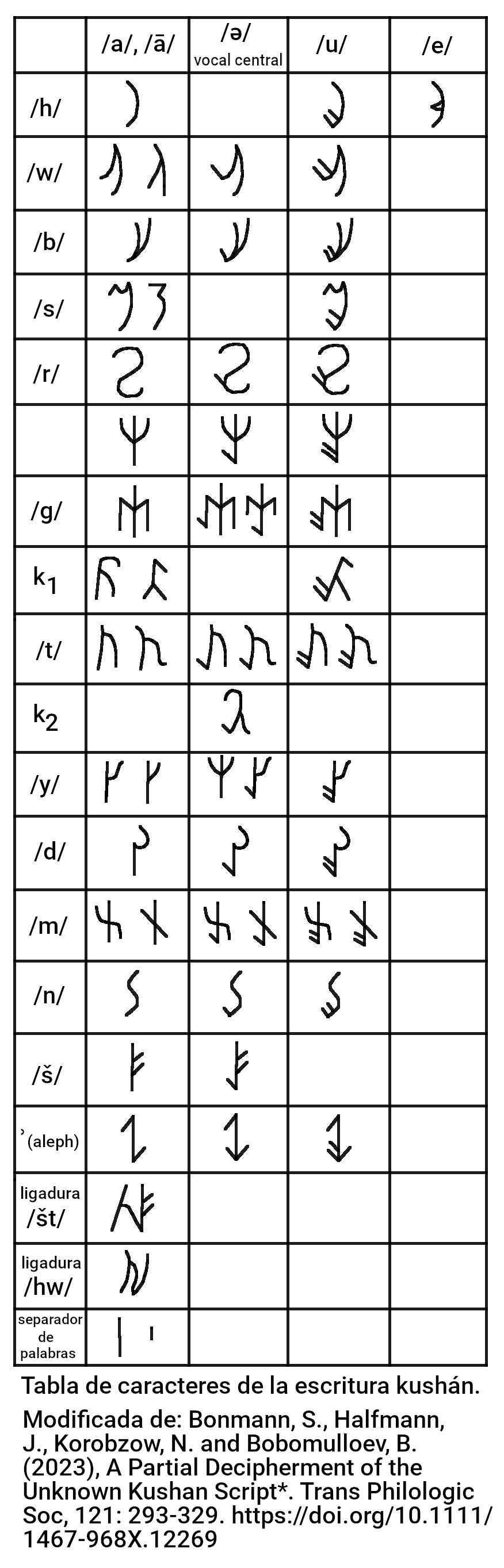
Tabla provisional (2023) de los caracteres razonablemente identificados de la escritura kushán.

Parte de las inscripciones en escritura desconocida de Asia Central forman la escritura kushán. Todas ellas están grabadas sobre roca o pintadas sobre cerámicas.
Se trata de un sistema derivado del alfabeto arameo usado por el Imperio Aqueménida. Se escribe de derecha a izquierda. 
Al recoger un idioma indoeuropeo (iranio oriental) en el que las vocales son relevantes, se modificó para formar una escritura abúgida, en la que la /a/ queda implícita y se marcan las vocales /ə/ (central), /u/ y /e/ mediante signos diacríticos.

## Historia del idioma y de la escritura
Algunos piensan que las lenguas iranias orientales aparecen en la Cultura Yaz (1500-1100 AEC, en la Margiana), pero faltan datos que lo confirmen. Ya en el siglo VII AEC el antiguo iranio oriental (del que el idioma kushán había formado parte) estaba fragmentado.
Las primeras referencias históricas —chinas— a los kushán/yuezhi son de siglo V (aunque son más concretas desde el 210 AEC), situándolos como pastores nómadas en el Gansú occidental.
Tras la definitiva derrota que sufren en el 176 AEC ante los xioungnu, se dividen en varios grupos. Los Yuezhi Menores (Xiǎo Yuèzhī, 小 月氏) parecen que se refugian entre el pueblo Qiang de Qinghai (valle al norte del Tíbet) y que participaron en la Rebelión de Liangzhou (184-221 EC) contra la dinastía Han.
Según las fuentes chinas, un pequeño grupo fundó la ciudad-Estado de Cumuḍa (ahora conocida como Kumul y Hami) en el Tarim oriental.
El mayor grupo fueron los Yuezhi Mayores (Dà Yuèzhī, 大月氏), que se refugiaron en el valle del río Ilí (en 176-155 AEC), desplazando a los sacas que lo habitaban.
De esta época puede ser la inscripción del kurgán de Issyk (fechado recientemente hacia el siglo II AEC). Por lo tanto, la creación del sistema de escritura kushán (derivado del arameo imperial) tuvo que ser entre circa 530 AEC (conquista de Asia Central por Ciro II el Grande) y circa 170 AEC (aparición de la primera inscripción), en un entorno en el que el sistema de escritura predominante era el arameo imperial extendido por el Imperio aqueménida.
Los wusun les expulsan del valle del río Ilí, refugiándose en la Sogdiana (en 155-120 AEC). En el 120 AEC ocupan la Bactriana destruyendo el Reino grecobactriano y formado en Imperio Kushán centrado en esta región. Aquí producirán inscripciones en su idioma entre el siglo II AEC y el siglo III EC, al menos. Aunque conservaron su idioma durante algún tiempo, emplearon como idioma oficial primero el griego y, desde c. 100 EC, el idioma hermano bactriano escrito con caracteres griegos (con el añadido de la letra þ para representar el sonido /sh/ presente en su autónimo kushán).
Se desconoce cuándo se dejó de hablar.